# Ines Putri
Pour les articles homonymes, voir Putri.
Ines Putri Tjiptadi Chandra (née le 5 septembre 1989) est une mannequin indonésienne qui a remporté le titre de Miss Indonésie 2012.
Elle est également golfeuse professionnelle et a remporté une médaille d'or et une médaille d'argent aux Pekan Olahraga Nasional en 2004.